# 비아파다어
비아파다어는 기니비사우 서안 날루 지방에서 사용되는 니제르콩고어족의 한 언어이다. 위치적으로는 비디오고어와 인접해 있으나, 실제로는 바디아라어와 가장 가까워서 두 언어의 어휘의 52%가 유사하다.
이 언어를 사용하는 사람의 대부분은 이슬람교를 믿는다.

## 다른 이름
베아파다어(Beafada), 비아파르어(Biafar), 비디올라어(Bidyola), 베드폴라어(Bedfola), 드폴라어(Dfola), 파다어(Fada)